# Edwin Conklin
Edwin Grant Conklin (Waldo, Ohio, 24 de noviembre de 1863 - 20 de noviembre de 1952) fue un biólogo y zoólogo estadounidense, educado en la Universidad Ohio Wesleyan y en la Universidad Johns Hopkins.
Fue profesor de biología en la Ohio Wesleyan (1891-94), profesor de zoología en la Northwestern (1894-96), en la Universidad de Pensilvania (1896-1908), y en la Universidad de Princeton (posteriormente a 1908).
Llegó a ser coeditor de la Journal of Morphology, el Biological Bulletin, y la Journal of Experimental Zoölogy. Fue presidente de la Sociedad Americana de Naturalistas en 1912 y presidente de la Asociación Americana para el Avance de la Ciencia en 1936.
En 1995 la Society for Developmental Biology inauguró la Edwin Grant Conklin Medal en su honor.

## Abreviatura (zoología)
La abreviatura Conklin  se emplea para indicar a Edwin Conklin como autoridad en la descripción y taxonomía en zoología.

- Datos: Q21595
- Multimedia: Edwin Grant Conklin / Q21595
- Especies: Edwin Grant Conklin